# Hay-on-Wye
Hay-on-Wye (velšsky Y Gelli Gandryll) je městys ve Walesu. Leží na levém břehu řeky Wye na hranici s Anglií a patří do správní oblasti Powys. Žije zde přibližně 1 600 obyvatel. Hay-on-Wye je známé pod přezdívkou „město knih“.
V jedenáctém století zde Normané vybudovali pevnost a z rozmezí let 1135 až 1147 pochází první písemná zmínka o osadě Haya (název je odvozován z výrazu hæg – oplocené místo). Hrad patřil rodu de Braose a byl přestavěn v polovině 17. století.
V roce 1962 zde Richard Booth otevřel první antikvariát. Podařilo se mu získat množství publikací ze zrušených veřejných knihoven v USA a do Hay se začali sjíždět bibliofilové. To vedlo k zakládání dalších knihkupectví – na přelomu tisíciletí jejich počet dosáhl čtyř desítek, avšak od té doby se snižuje. Booth také v recesi vyhlásil městys samostatným královstvím a sebe jeho vládcem.
Od roku 1988 se každoročně na jaře koná literární festival, který navštěvuje okolo 80 000 lidí. Bill Clinton označil tuto akci za „Woodstock mysli“. V roce 2008 vznikl také HowTheLightGetsIn Festival, zaměřený na filosofii a hudbu.
Hay je rovněž známé jako turistické centrum v národním parku Brecon Beacons a zdejší hřiště je vyhledováno hráči golfu. Městečko patří k nejlepším místům pro život ve Walesu.

## Partnerská města
- Redu (Belgie)
- Timbuktu (Mali)